# 10205 Pokorný
(10205) Pokorný, denumire internațională (10205) Pokorny, este un asteroid din centura principală de asteroizi.

## Descriere
10205 Pokorný este un asteroid din centura principală de asteroizi. A fost descoperit pe 7 august 1997 la Observatorul Kleť de Miloš Tichý și Zdeněk Moravec
. Asteroidul prezintă o orbită caracterizată de o semiaxă mare de 2,34 ua, o excentricitate de 0,12 și o înclinație de 5,9° în raport cu ecliptica.